# گازپروماویا
گازپروماویا (انگلیسی: Gazpromavia) شرکت هواپیمایی روس است، که در سال ۱۹۹۵ تأسیس شد.